# Maria Francisca de Sulzbach
Maria Francisca Doroteia Cristina de Sulzbach (15 de Junho de 1724 – 15 de Novembro de 1794), foi uma condessa do Palatinado-Sulzbach e membro da Casa de Wittelsbach por nascimento e, por casamento, foi condessa do Palatinado e duquesa de Zweibrücken-Birkenfeld.
Nascida em Schwetzingen, era a quinta filha de José Carlos do Palatinado-Sulzbach e da condessa Isabel Augusta Sofia de Neuburgo. Entre os seus seis irmãos, apenas ela e duas irmãs mais velhas chegaram à idade adulta: Isabel Augusta e Maria Ana.

## Vida
O seu pai era o sucessor designado do seu sogro, Carlos III Filipe, Eleitor Palatino, mas nunca chegou a subir ao trono, uma vez que morreu novo em 1729. A irmã mais velha de Maria Francisca, Isabel Augusta, acabaria por se casar com o herdeiro seguinte do Palatinado, Carlos Teodoro, Príncipe-Eleitor da Bavaria.
Após a morte de Carlos Teodoro em 1799 sem deixar descendentes legítimos, o Palatinado e a Baviera foram herdados pelo filho mais novo de Maria Francisca, Maximiliano IV José (depois rei Maximiliano I da Baviera); assim, Maria Francisca tornou-se antepassada dos reis da Baviera até 1918 e, depois, do ramo da Casa de Wittelbach que ainda sobrevive até hoje.
A 6 de Fevereiro de 1746, Maria Francisca casou-se com Frederico Miguel, Conde Palatino de Zweibrücken-Birkenfeld. Depois de dar à luz cinco filhos, a sua relação com o marido começou a esmorecer a partir de 1760.
Segundo a própria, Francisca foi seduzida pelo mau exemplo da corte e teve um caso amoroso com um actor de Mannheim. Quando engravidou dele, foi expulsa da corte. Em Estrasburgo deu à luz um filho e, depois, foi condenada a um estado de quase prisão numa série de conventos, primeiro no das Irmãs Ursulinas em Metz e depois no das Irmãs Augustinianas em Bonnevoye no ducado de Luxemburgo. Quando o seu marido morreu em 1767, Maria Francisca recebeu permissão para regressar ao Castelo de Sulzbach.
Maria Francisca morreu em Sulzbach e foi sepultada na igreja paroquial local. O seu coração foi enterrado em separado e, desde 1983, encontra-se no Altar de Nossa Senhora Altötting.

## Descendência
1. Carlos II Augusto, Duque de Zweibrücken (29 de Outubro de 1746 – 1 de Abril de 1795), casado com a princesa Maria Amália da Saxónia; com descendência.
2. Clemente Augusto do Palatinado-Zweibrücken (18 de Setembro de 1749 – 19 de Junho de 1750), morreu com nove meses de idade
3. Amália do Palatinado-Zweibrücken (10 de Maio de 1752 – 15 de Novembro de 1828), casada com o rei Frederico Augusto I da Saxónia; com descendência.
4. Maria Ana do Palatinado-Zweibrücken (18 de Julho de 1753 – 4 de Fevereiro de 1824), casada com o duque Guilherme da Baviera; com descendência.
5. Maximiliano I José da Baviera (27 de Maio de 1756 – 13 de Outurbro de 1825), rei da Baviera entre 1799 e 1806. Casou-se primeiro com a princesa Augusta Guilhermina de Hesse-Darmstadt; com descendência. Casou-se depois com a princesa Carolina de Baden; com descendência.

## Genealogia
| Maria Francisca de Sulzbach | Pai: José Carlos do Palatinado-Sulzbach          | Avô paterno: Teodoro Eustáquio do Palatinado-Sulzbach | Bisavô paterno: Cristiano Augusto do Palatinado-Sulzbach |
| Maria Francisca de Sulzbach | Pai: José Carlos do Palatinado-Sulzbach          | Avô paterno: Teodoro Eustáquio do Palatinado-Sulzbach | Bisavó paterna: Amália de Nassau-Siegen                  |
| Maria Francisca de Sulzbach | Pai: José Carlos do Palatinado-Sulzbach          | Avó paterna: Maria Leonor de Hesse-Rotemburgo         | Bisavô paterno: Guilherme, Marquês de Hesse-Rotemburgo   |
| Maria Francisca de Sulzbach | Pai: José Carlos do Palatinado-Sulzbach          | Avó paterna: Maria Leonor de Hesse-Rotemburgo         | Bisavó paterna: Maria Ana de Lowenstein-Wertheim         |
| Maria Francisca de Sulzbach | Mãe: Isabel Augusta Sofia do Palatinado-Neuburgo | Avô materno: Carlos III Filipe, Eleitor Palatino      | Bisavô materno: Filipe Guilherme, Eleitor Palatino       |
| Maria Francisca de Sulzbach | Mãe: Isabel Augusta Sofia do Palatinado-Neuburgo | Avô materno: Carlos III Filipe, Eleitor Palatino      | Bisavó materna: Isabel Amália de Hesse-Darmstadt         |
| Maria Francisca de Sulzbach | Mãe: Isabel Augusta Sofia do Palatinado-Neuburgo | Avó materna: Luísa Carolina Radziwiłł                 | Bisavô materno: Boguslau Radziwiłł                       |
| Maria Francisca de Sulzbach | Mãe: Isabel Augusta Sofia do Palatinado-Neuburgo | Avó materna: Luísa Carolina Radziwiłł                 | Bisavó materna: Ana Maria Radziwiłł                      |